# Ciranda, Cirandinha

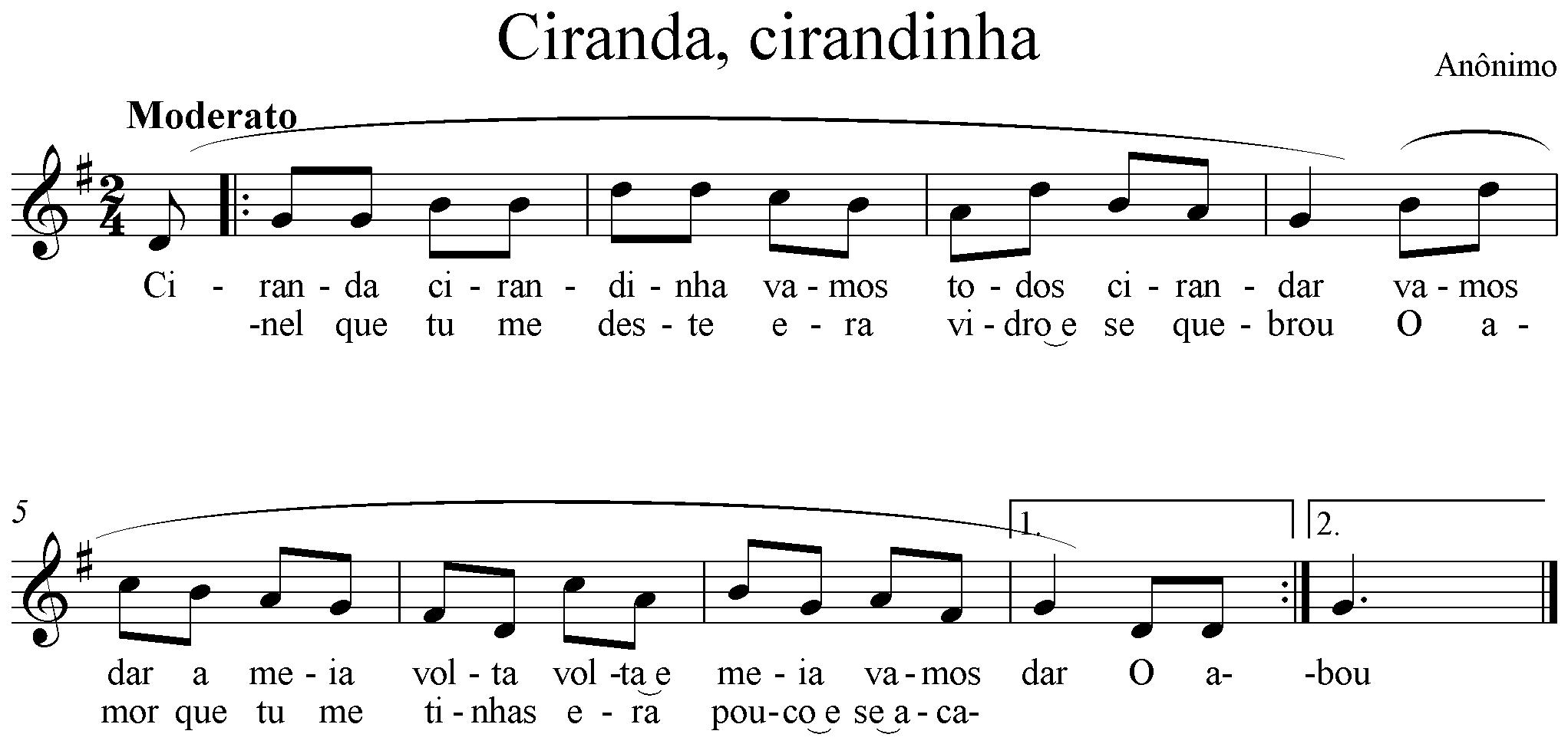
Partitura da Ciranda, Cirandinha

Ciranda, Cirandinha é uma cantiga de roda do folclore brasileiro e que faz parte dos jogos infantis que imitavam os bailados dos adultos, oriundos de Portugal.
A letra inicial da "Ciranda", em domínio público, traz a fórmula:  "Ciranda, cirandinha/ Vamos todos cirandar/ Vamos dar a meia volta/ Volta e meia vamos dar", complementada com variantes regionais, das quais a mais comum é "O anel que tu me deste/ Era vidro e se quebrou./ O amor que tu me tinhas/ Era pouco e se acabou".
Essa música popular foi inserida numa superposição na obra erudita de Heitor Villa-Lobos intitulada O Polichinelo: "a aparição de Ciranda, Cirandinha com harmonização em estilo politonal, pode gerar, para quem conhece a cantiga de roda, um efeito cômico ou até irônico. Para quem a melodia folclórica é desconhecida, talvez não", avalia Aline Oliveira Martins, ex-secretária de Educação de Palmas, num estudo.